# A trăi
A trăi (în japoneză, 生きる - Ikiro) este un film japonez din 1952, regizat de Akira Kurosawa, inspirat de nuvela lui Lev Tolstoi, „Moartea lui Ivan Ilici”. Premiera filmului a avut loc la 9 octombrie 1952. Filmul rămâne în continuare unul dintre cele mai remarcabile filme dramatice din istorie.

## Rezumat
Kanzi Watanabe, șeful departamentului de administrație urbană, descoperă că suferă de cancer gastric și îi mai rămâne să trăiască doar o perioadă scurtă, cel mult un an. El încearcă să-i comunice acest lucru fiului său, dar nu reușește, în schimb constată că, de fapt, se simte foarte singur și rupt de propriul său fiu. Deodată, Kanzi înțelege că viața sa a fost pustie, plictisitoare și inutilă, cheltuită în zadar la un loc de muncă absurd, la care a fost dedicat timp de 30 de ani. În acești 30 de ani, Kanzi nu a absentat nicio zi de la serviciu, dar în ziua următoare nu se mai prezintă la lucru. Watanabe retrage suma acumulată în această perioadă și se îndreaptă către noaptea tokyotă. El reflectează profund asupra vieții sale. Într-un bar, întâlnește un poet deziluzionat și îi deschide sufletul în fața lui. Împreună, ei colindă orașul și cheltuiesc banii în baruri și restaurante. Când Kanzi se întoarce acasă, fiul său îl învinovățește fără să înțeleagă nimic. Mai târziu, în drumul său, el întâlnește o tânără care intenționează să se retragă din biroul unde el este șeful, deoarece nu mai vrea să rămână acolo. Kanzi semnează documentele de demisie, dar decide să o invite să petreacă timp cu el. Observând în ea o pasiune puternică pentru viață, faptul că lucrează acum la o fabrică de jucării pentru copii îl îndrumă spre o nouă și neașteptată direcție în viață. Încercând să se opună întregii structuri și birocrații în care și-a dedicat 30 de ani din viață, prin umilințe și chiar amenințări la adresa vieții sale, Watanabe încearcă să impună procesul de aprobare a documentelor necesare pentru construirea unui loc de joacă pentru copii. Watanabe se grăbește să realizeze cu adevărat ceva semnificativ înainte de a-și întâmpina sfârșitul.

## Distribuție
- Takashi Shimura — Kanzi Watanabe
- Shinichi Himori — Kimura
- Haruo Tanaka — Sakai
- Minoru Chiaki — Noguti
- Miki Odagiri — Toyo Odagiri
- Bokuzen Hidari — Ohara
- Nobuo Kaneko — Mitsu Watanabe, fiul lui Kanzi
- Kyoko Seki — Kadzue, soția lui Mitsu
- Yūnosuke Itō — poetul
- Makoto Kobori — Kiiti Watanabe, fratele lui Kanzi

## Caracteristici artistice
În film, se pot distinge două părți care se diferențiază prin natura narațiunii. În prima jumătate a filmului, într-o secvență directă, se povestește despre acțiunile protagonistului după ce acesta află despre boala sa. În cea de-a doua parte, sunt prezentate funeraliile eroului, unde camarazii săi își împărtășesc gândurile despre ultimele luni de viață ale celui decedat. Din aceste fragmente de amintiri, spectatorul află despre activitatea lui Watanabe în construirea unei zone de joacă pentru copii. Ambele părți sunt precedate de un text narativ off-screen, care mai întâi familiarizează spectatorul cu eroul, iar apoi anunță că acesta a murit.

## Premii
- 1953 — Trei premii Mainichi: Cel mai bun film (Akira Kurosawa), Cel mai bun scenariu (Shinobu Hashimoto, Akira Kurosawa, Hideo Oguni), Cea mai bună înregistrare sonoră (Fumio Yanoguchi)
- 1954 — Premiul Special al Senatului de la Berlin, precum și nominalizare la premiul "Ursul de Aur" la Festivalul de Film de la Berlin
- 1960 — Nominalizare la premiul BAFTA pentru cel mai bun actor străin (Takashi Shimura)